# Џејми Бел
Џејми Бел (енгл. Jamie Bell; 14. март 1986) британски је глумац најпознатији по улози у филму Били Елиот за коју је освојио бројне награде укључујући БАФТУ за најбољег глумца.
Међу његове значајније пројекте убрајају се филмови Кинг Конг, Скакач, Џејн Ејр, Пустоловине Тинтина: Тајна једнорога и Фантастична четворка, као и серија Преокрет из 2014. у којој игра главну улогу.

## Филмографија
| Година | Наслов                               | Улога            |
| ------ | ------------------------------------ | ---------------- |
| 2000   | Били Елиот                           | Били Елиот       |
| 2002   | Мртва стража                         | Чарли Шекспир    |
| 2002   | Николас Никлби                       | Смајк            |
| 2004   | Зличин у дивљини                     | Крис Мун         |
| 2005   | Драга Венди                          | Дик Данделион    |
| 2005   | The Chumscrubber                     | Дин Стифл        |
| 2005   | Кинг Конг                            | Џими             |
| 2006   | Заставе наших очева                  | Ралф Игнатовски  |
| 2007   | Халам Фо                             | Халам Фо         |
| 2008   | Скакач                               | Грифин О’Конер   |
| 2008   | Пркос                                | Азаел Бјелски    |
| 2011   | Орао                                 | Еска             |
| 2011   | Џејн Ејр                             | Џон Риверс       |
| 2011   | Повлачење                            | Џек              |
| 2011   | Пустоловине Тинтина: Тајна једнорога | Тинтин           |
| 2012   | Човек на ивици                       | Џои Кесиди       |
| 2013   | Ледоломац                            | Едгар            |
| 2013   | Прљаво                               | Реј Ленокс       |
| 2013   | Нимфоманка                           | К                |
| 2014   | Преокрет                             | Абрахам Вудхол   |
| 2015   | Фантастична четворка                 | Бен Грим / Створ |
| 2021   | Без кајања                           | Роберт Ритер     |